# Carpinone
Carpinone község (comune) Olaszország Molise régiójában, Isernia megyében.

## Fekvése
A megye központi részén fekszik. Határai: Castelpetroso, Frosolone, Isernia, Macchiagodena, Pesche, Pettoranello del Molise, Santa Maria del Molise és Sessano del Molise. A település egy, a Carpino völgyére néző domb tetején épült fel (innen származik elnevezése is).

## Története
A várost a 7. században alapították a longobárdok. A 11. századtól a Szicíliai Királyság része. [A 19. század elején nyerte el önállóságát, amikor a Nápolyi Királyságban felszámolták a feudalizmust.

## Népessége
A népesség számának alakulása:

## Főbb látnivalói
- Castello - a város középkori erődje
- Piazza Mercato - a város központja hangulatos középkori palotákkal
- Santa Maria di Loreto-templom
- Santa Maria degli Angeli-templom
- Santa Maria Assunta-templom
- San Rocco-templom